# Placówka Straży Celnej „Kaczory II”

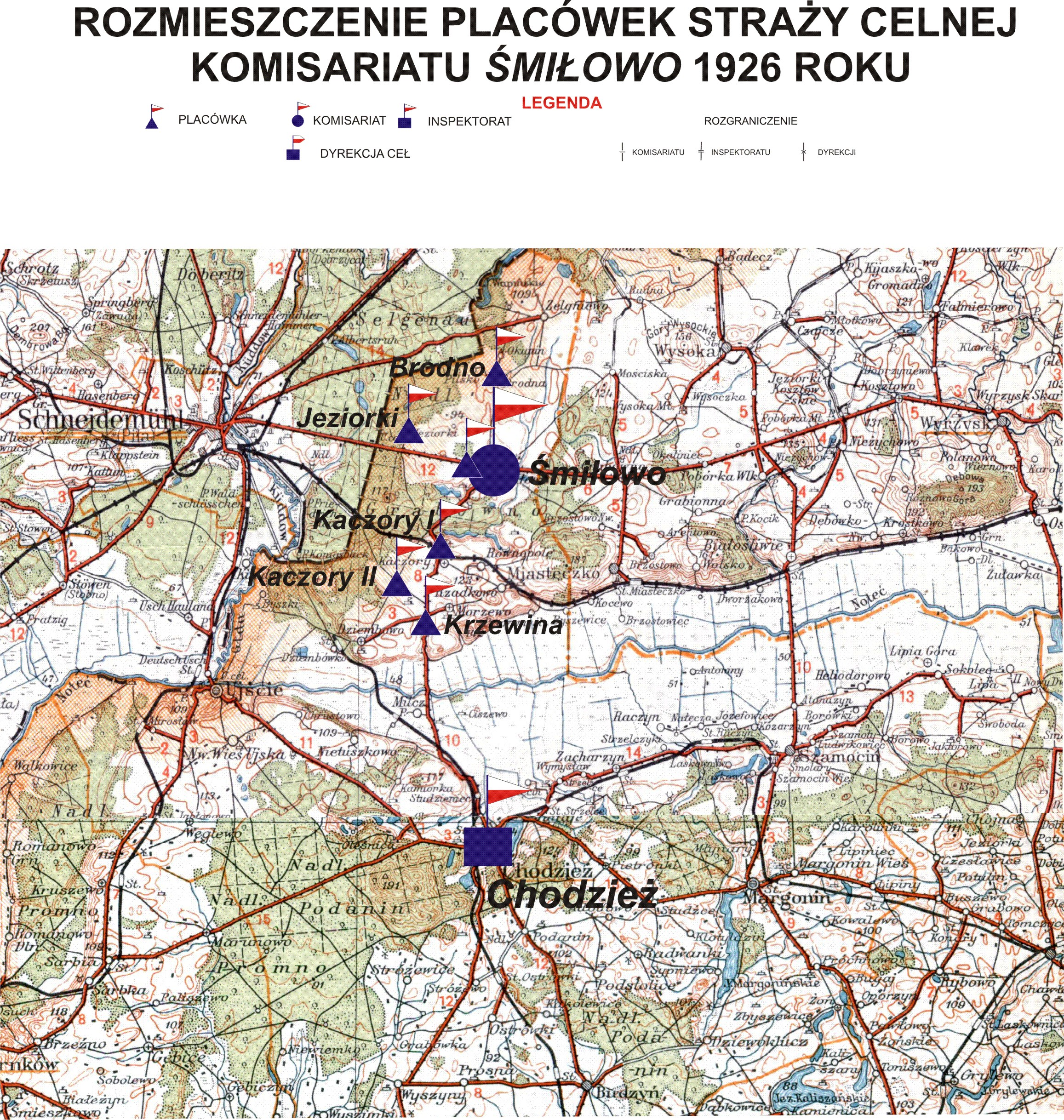
Rozlokowanie placówek Straży Celnej Komisariatu Śmiłowo

Placówka Straży Celnej „Kaczory II” – jednostka organizacyjna Straży Celnej pełniąca w okresie międzywojennym służbę ochronną na granicy polsko-niemieckiej.

## Formowanie i zmiany organizacyjne
Na wniosek Ministerstwa Skarbu, uchwałą z 10 marca 1920 roku, powołano do życia Straż Celną. Od połowy 1921 roku jednostki Straży Celnej rozpoczęły przejmowanie odcinków granicy od pododdziałów Batalionów Celnych. Proces tworzenia Straży Celnej trwał do końca 1922 roku. Placówka Straży Celnej „Kaczory II” weszła w podporządkowanie komisariatu Straży Celnej „Śmiłowo” z Inspektoratu SC „Międzychód”.
W drugiej połowie 1927 roku przystąpiono do gruntownej reorganizacji Straży Celnej. W praktyce skutkowało to rozwiązaniem tej formacji granicznej. Ochronę północnej, zachodniej i południowej granicy państwa przejęła powołana z dniem 2 kwietnia 1928 roku Straż Graniczna.
Rozkazem nr 2 z 19 kwietnia 1928 roku w sprawie organizacji Pomorskiego Inspektoratu Okręgowego dowódca Straży Granicznej gen. bryg. Stefan Pasławski powołał komisariatu SG „Kaczory”. Placówka Straży Granicznej I linii „Kaczory” znalazła się w jego strukturze.

## Funkcjonariusze placówki
Kierownicy placówki
| stopień    | imię i nazwisko, numer   | okres pełnienia służby |
| ---------- | ------------------------ | ---------------------- |
| przodownik | Franciszek Perdoch (462) | był w 1926             |

Obsada personalna placówki w 1926:
- przodownik Franciszek Perdoch (462)
- starszy strażnik Jan Strojny (228)
- strażnik Kazimierz Michalak (374)
- strażnik Adam Machowski (370)
- strażnik Józef Adamski (36)
- strażnik Stanisław Białecki (2890)
- strażnik Jan Küger (3173)
- strażnik Jan Gapiński (3146)